# Palacio del Ministerio Público
El Palacio del Ministerio Público del Estado de Rio Grande del Sur, o simplemente Palacio del Ministerio Público', también conocido como Fuerte Apache', es un edificio histórico de Porto Alegre, capital de Rio Grande del Sur, Brasil. Esta ubicado en la Praça da Matriz y forma parte de un conjunto de edificios de gran importancia arquitectónica e histórica. Debido a sus múltiples usos y a su diseño, este edificio ha recibido muchos nombres a lo largo del tiempo como "Edificio de la Asamblea Provincial", "Palacio Provisional", "Edificio de las Oficinas Públicas" y "Edificio de Obras Públicas".

## Historia
Inicialmente, el terreno estuvo ocupado por un edificio planeado para servir de sede a la Asamblea Provincial. Las obras se iniciaron en 1857 bajo el mando del comendador Patrício Correia da Câmara, primer Visconde de Pelotas y vicepresidente de la provincia de São Pedro do Rio Grande do Sul en ejercicio de la presidencia. El proyecto del ingeniero Francisco Nunes de Miranda incluía un sótano, dos pisos y dos torres y fue luego modificado por el ingeniero Antônio Mascarenhas Telles de Freitas. Las obras estuvieron a cargo del ingeniero Domingos Francisco dos Santos. El proyecto incluía soluciones estructurales modernas para la época como  incluía soluções estruturais modernas para a época, como la losa de cubierta con un sistema de perfiles de acero en doble "T" combinados con ladrillos de compresión, formando pequeños arcos.
Cuando fue concluido en 1871, la Asamblea no llegó a instalarse ahí y el edificio estuvo ocupado por la dirección general de negocios de la Hacienda Provincial, el Comando de las Armas de la Provincia de São Pedro, la oficina de Telégrafos y la dirección de Obras Públicas. El 1 de julio de 1892, [Affonso Hebert]], director de Obras Públicas, Tierras y Colonización, instaló en la torre norte el primer observatorio meteorológico del estado.  El ala sur se construyó en 1894, para recibir la expansión de los órganos gubernamentales que albergaba.
En febrero de 1896, la dirección de Obras Públicas se mudó y el edificio fue remodelado una vez más, recibiendo, en el primer piso, a la Secretaría del Interior, y en el piso superior, a la residencia oficial de la Presidencia del Estado, entonces ocupada por Júlio de Castilhos. Como en ese mismo año el antiguo Palacio de Gobierno fue demolido y se pusiera la primera piedra del futuro Palacio Piratini, que es la sede del gobierno estadual hasta hoy, el antiguo Palacio de la Asamblea pasó a ser conocido como "Palacio Provisorio". En 1899, fue nuevamente ampliado, recibiendo un piso adicional cerrándose el vano entre ambas torres de las esquinas frontales (que le valieron el apodo de "Fuerte Apache"), e instalándose una nueva torre, ahora única, sobre el lado norte con vistas a la esquina, siendo esta la configuración que perdura hasta hoy.

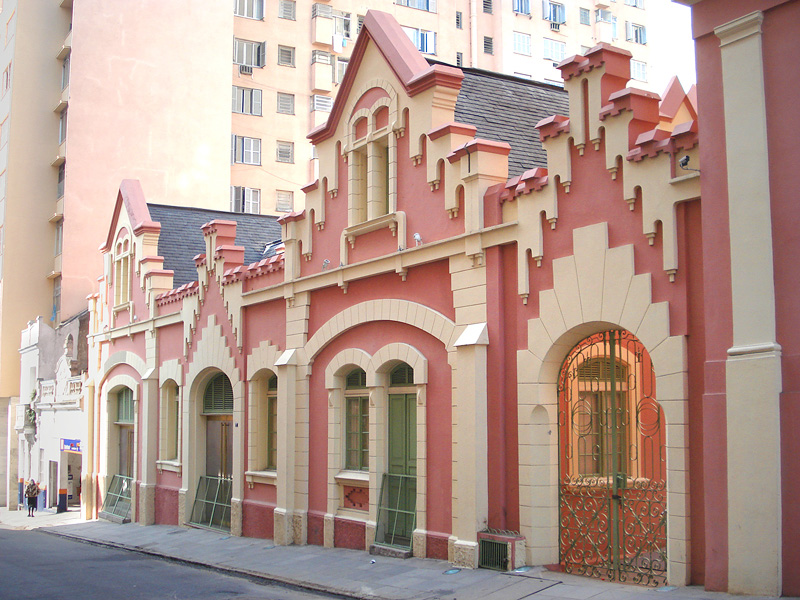
Antiguos establos

En 1921, la sede del gobierno se mudó definitivamente para el Palacio Piratini, dejando el edificio para uso de la Dirección de Higiene y Salud y la Secretaría de Salud que permaneció ahí hasta 1963. En esa época se llegó a decidir su demolición pero fue entregada al Poder judicial que instaló en ella diversos órganos. Fue declarado patrimonio histórico estadual por la IPHAE en 1982 y fue devuelto al Poder ejecutivo del Estado, que transfirió el derecho de uso para el Ministerio Público. El Ministerio Público asumió el encargo de restaurarlo, lo que se dio entre 2000 y 2002. En su reinauguración fue rebautizado como "Palacio del Ministerio Público".